# Коричневая папка
Коричневая папка (нем. Braune Mappe) — сборник указаний, предписаний и уведомлений, который использовался в министерстве по восточным территориям в годы нацистского режима для внутреннего пользования. Иногда в историографии именуется «папкой Розенберга» в противовес «Зелёной папке», которая включала в себя указания и распоряжения, издаваемые в ведомстве Геринга.

## История создания
Коричневая папка создавалась с 14 апреля 1941 до военного вторжения Германии в СССР под чутким руководством Альфреда Розенберга в административном отделе имперского министерства по делам восточных территорий при участии нацистского политика Людвига Рунте и была предана гласности впервые примерно в июле — августе 1941 года. Рунте занимал пост секретаря министерства и внёс весомый вклад в создание «Коричневой папки».
Документы, собранные в папке, представляли собой общие законодательные, административные, организационные и политические акты, а также служебные предписания, указания и рекомендации, регламентировавшие деятельность подчинённых Розенберга. Фактически папка функционировала в качестве руководства к действию и инструкций для рейхскомиссаров «Остланда» и «Украины», генеральных комиссаров и областных комиссаров (гебитскомиссаров), то есть местных управляющих разных уровней на восточных территориях, оккупированных нацистами. Правила, предназначавшиеся для деятелей администрации рейхскомиссариата «Остланд», были собраны в Первой части «Коричневой папки», а правила для «Украины» были собраны во Второй части.

## Другие «папки»
Помимо «Коричневой папки» существовала и «Зелёная папка», в которую был помещён свод правил экономического управления восточной зоной, а по сути — перечень механизмов экономического разграбления советских территорий, захваченных нацистами. Иногда «Коричневую папку» Розенберга оценивают как свод дополнений и приложений к «Зелёной папке» Геринга, которая составлялась ранее. Существовала «Красная папка», в которой находилось руководство к действию для экономического отдела Верховного командования вооружённых сил (вермахта). В «Жёлтую папку» помещались инструкции и предписания для председателей отделов и ведомств, отвечавших за сельскохозяйственную политику, а в «Синей папке» размещались материалы, связанные с деятельностью экономического штаба на востоке.

## Идеи Розенберга, отражённые в «папке»
Уже 7 апреля 1941 года начальник внешнеполитического бюро НСДАП Альфред Розенберг (его министерство было создано позже) впервые представил проект создания рейхскомиссариатов на территории СССР. В этом проекте Розенберг оговорил необходимость создания на Кавказе федерального государства с германским полномочным представительством. 20 апреля 1941 года Розенберг был назначен уполномоченным по вопросам освоения восточноевропейского пространства, а аппарат уполномоченного составили его сотрудники внешнеполитическом бюро. Его заместителем стал Георг Лейббрандт. 20 июня 1941 года Альфред Розенберг выступил с программной речью под названием «О политических целях Германии в предстоящей войне против Советского Союза и планах его расчленения». В этой речи Розенберг подробно и скрупулёзно оговорил официальную концепцию политики нацистской Германии при освоении и подчинении восточных территорий. Розенберг утверждал, что главной задачей Германии на Востоке было «подхватить в умной и целенаправленной форме стремление к свободе» народов СССР, «придать им определенные государственные формы, то есть органически выкроить из огромной территории Советского Союза государственные образования и восстановить их против Москвы, освободив тем самым Германскую империю на будущие века от восточной угрозы». Этим целям должны были служить 4 рейхскомиссариата, которые, по сценарию Розенберга, должны были исполнить роль буферной зоны между Германией и «первобытной Московией» и «одновременно продвинуть далеко на Восток сущность Европы»: эти имперские комиссариаты могли быть названы «Великая Финляндия», «Прибалтика», «Украина» и «Кавказ».
Все эти и многие другие планы Розенберга были включены в «Коричневую папку». Таким образом, «Коричневая папка» была составлена при активном участии сотрудников политического отдела министерства, по словам Розенберга, для установления полного контроля над восточными территориями. Документы от департамента по вопросам управления готовил Людвиг Рунте, а от департамента по вопросам политики все бумаги подготавливал Георг Лейббрандт. В апреле 1941 года (ещё до военных действий против СССР) сотрудники министерства начали формулировать принципы управления восточными территориями. В ходе приготовления нацистского правительства к военной кампании в правила вносились некоторые изменения в соответствии со стратегическими установками: ряд документов в папке посвящены принципам использования ресурсов тех советских территорий, которые должны быть оккупированы в будущем, в частности, поставок товаров и продуктов питания из СССР в Европу. Таким образом, в папке содержались предписания, которые подготавливали почву для реализации долгосрочных стратегических планов в отношении СССР.
В папке содержались программные документы министерства, в которых описывалось, как после войны Россия прекратит своё существование как суверенное государство, Прибалтика и Крым предназначались для интенсивной германской колонизации, а Белоруссия, Украина и Туркестан должны были стать формально независимыми государствами, но в экономическом и политическом плане они должны быть подчинены Рейху, то есть, по сути, они получали статус сателлитов.
На Кавказе, по мнению Розенберга, стабильности можно будет добиться только после установления сильной централизованной власти: «Там живут грузины, армяне, татары, черкесы, чеченцы, абхазы, карачаи, и как они только там не называются. Если это смешение народов предоставить самим себе, то все они перережут друг другу горло. Такой факт уже имел место в 1918—1920 гг…». Розенберг объяснял, что целью политики нацистов являлось создание здесь не одного условного «Кавказского национального государства», а особого федеративного государства во главе с наместником Третьего Рейха.

## Роль Розенберга
В июле-августа 1941 года часть документов из папки начали использоваться в служебной практике; это стало возможным после формирования местных гражданских администраций после оккупации южных и западных территорий СССР. В соответствии с указом фюрера от 17 июля 1941 года об административно-территориальном делении оккупированных зон многие прескрипты и распоряжения подверглись корректировке. В папке встречались документы, в которых подробно оговаривались функции Альфреда Розенберга в качестве министра по оккупированным территориям СССР, организатора освоения «нового жизненного пространства» и его роль в экономической экспансии и колонизации этих областей.
Показательны сами высказывания Альфреда Розенберга по отношению к «Коричневой папке», которая создавалась в стенах его ведомства, а также политике, которая претворялась в жизнь в отношении оккупированных территорий СССР. Имеется в виду допрос подсудимого Розенберга, во время которого советский юрист, главный обвинитель со стороны СССР на Нюренбергском трибунале Роман Андреевич Руденко коснулся вопроса о наличии и функции этого свода документов:
Руденко: Хорошо, к этому вопросу [установки Гитлера по поводу захвата восточных территорий и согласия с ними Розенберга] мы еще вернемся через несколько минут. Я сейчас обращусь к вашим директивам, которые вы издавали в качестве министра оккупированных восточных областей. Прежде всего я имею один вопрос к вам: что это за «коричневая папка»?
Розенберг: «Коричневая папка» была составлена административным отделом министерства по делам Востока в соответствии с пожеланиями экономистов, политического отдела, отдела снабжения, технического отдела и других отделов; она была составлена для чиновников в Остланде и на Украине, то есть это была первая попытка сведения воедино всех вопросов.
Руденко: Это, своего рода, — «зеленая папка», такая же программа ограбления восточных территорий и их эксплуатации. Понятно. 
(из стенограммы Международного военного трибунала от 17 апреля 1946 года).